# Nacatamal

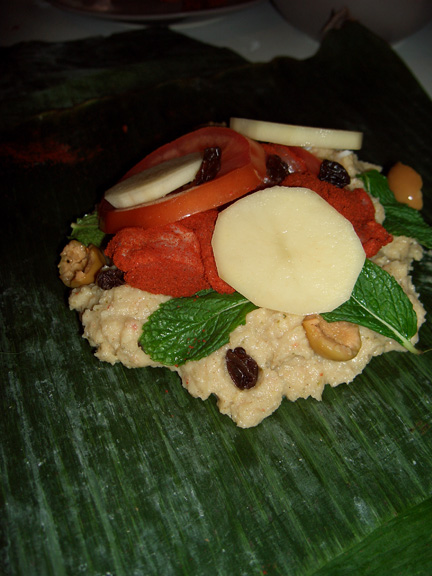
Vor dem Zusammenrollen

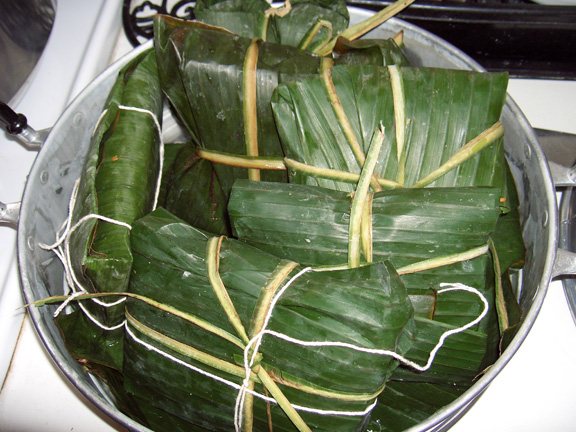
Nacatamales fertig für den Topf

Ein Nacatamal ist ein nicaraguanisches Tamal. Nacatamales sind größer als die für Mexiko typischen Tamales und sehr beliebt in Mittelamerika. In Honduras werden Nacatamales zu besonderen Anlässen wie Weihnachten oder Hochzeiten gegessen. Nicaraguaner essen Nacatamales in der Regel am Sonntagvormittag zu Kaffee, Pinolillo oder Kakao. Sie werden auch zum Mittag- oder Abendessen in der übrigen Woche gegessen.

## Zubereitung
Ein Nacatamal besteht aus Teig (masa) – aus Maismehl, Milch, Schmalz, gemischt mit Kartoffeln, Paprika, Zwiebeln, Knoblauch, Salz und Gewürzen – und einer Füllung (relleno), die Schweine- oder Hühnerfleisch, Tomaten, Reis, Knoblauch, Zwiebeln, Kartoffeln und Minze enthält. Der Füllung werden auch Oliven, Rosinen oder frischer Chili beigegeben. 
Eingewickelt in Blätter der Kochbanane und zusammengebunden, um dem Gericht einen besonderen Geschmack zu verleihen, werden die Nacatamales für mehrere Stunden gedämpft oder im Dampfkochtopf gegart. 